# Tecoyo
Tecoyo är en ort i Mexiko.   Den ligger i kommunen Alpoyeca och delstaten Guerrero, i den sydöstra delen av landet, 210 km söder om huvudstaden Mexico City. Tecoyo ligger 1 007 meter över havet och antalet invånare är 349.
Terrängen runt Tecoyo är huvudsakligen kuperad. Tecoyo ligger nere i en dal. Runt Tecoyo är det ganska tätbefolkat, med 108 invånare per kvadratkilometer. Närmaste större samhälle är Tlapa de Comonfort, 10,8 km sydväst om Tecoyo. I omgivningarna runt Tecoyo växer huvudsakligen savannskog.